# Лодочное нефтегазоконденсатное месторождение
Лодочное месторождение, открытое в 1985 году, расположено на территории Туруханского района Красноярского края в 130 км западнее Игарки. Расстояние до строящегося нефтепровода от Ванкорского месторождения (принадлежит «Роснефти») до поселка Пурпе — 30 км. Магистральный газопровод Мессояха — Норильск находится в 180 км к северу от участка недр федерального значения. Поблизости ведет добычу нефти дочерняя компания «Роснефти» — «Ванкорнефть». На других близлежащих месторождениях — Тагульском и Сузунском работы ведет АО Ванкорнефть.
На участке пробурено семь скважин (шесть поисковых и одна разведочная), пять из них ликвидированы, а две законсервированы. Лодочное месторождение является многозалежным. Выявлено девять залежей в семи продуктивных пластах в отложениях яковлевской, малохетской и нижнехетской свит нижнего мела в интервале глубин 1680—2890 м.
Запасы углеводородов в пределах Лодочного нефтегазоконденсатного месторождения, числящиеся на государственном балансе запасов полезных ископаемых РФ по состоянию на 1 января 2011 г., составляют: нефть (геологические/извлекаемые) — 31,688 млн т/10,503 млн т по категории С1, 97,358 млн т/32,649 млн т по категории С2; газ — 22,451 млрд м³ по категории С1, 47,384 млрд м³ по категории С2; конденсат (геологические/извлекаемые) — 2,948 млн т/1,474 млн т по категории С1, 4,274 млн т/2,137 млн т по категории С2.
Победителем аукциона от 11.12.2012 на право пользования участком недр федерального значения, включающим Лодочное нефтегазоконденсатное месторождение в Красноярском крае, стало ОАО «Самотлорнефтегаз» («дочка» ТНК-ВР). Заявки на участие также подавали ОАО «Роснефть», ОАО «Сургутнефтегаз» и ООО «Статус» (структура Газпромбанка).
Геологоразведочные работы «Роснефть» ведет с 2014 года. По итогам этих работ начальные извлекаемые запасы Лодочного месторождения на начало 2021 года увеличены с 31 до 78 млн т нефти и конденсата.
В 2019 году было объявлено о включении Лодочного месторождения в масштабный проект «Восток Ойл».